# Neocteniza australis
Neocteniza australis là một loài nhện trong họ Idiopidae.
Loài này thuộc chi Neocteniza. Neocteniza australis được Pablo A. Goloboff miêu tả năm 1987.